# Gare de Champdeniers - Saint-Christophe
La gare de Champdeniers - Saint-Christophe est une gare ferroviaire française, fermée, de la ligne de Chartres à Bordeaux-Saint-Jean. Elle est située, au hameau de Montplaisir, en limite ouest du territoire de la commune de Saint-Christophe-sur-Roc, à quelques dizaines de mètres de Champdeniers, dans le département des Deux-Sèvres, en région Nouvelle-Aquitaine.

## Situation ferroviaire
Établie à 119 mètres d'altitude, la gare de Champdeniers - Saint-Christophe est située au point kilométrique (PK) 395,864 de la ligne de Chartres à Bordeaux-Saint-Jean, entre les gares de Mazières - Verruyes et de Cherveux, sur une section, de Thouars à Niort, fermée aux services voyageurs.

## Histoire
La station de Champdeniers est mise en service le 16 octobre 1882, par l'Administration des chemins de fer de l'État (État), lorsqu'elle ouvre à l'exploitation la ligne de Niort à Montreuil-Bellay.

## Patrimoine ferroviaire
Le bâtiment voyageurs d'origine est présent sur le site de la gare.